# Inferno Automobili Inferno
L' Inferno Automobili Inferno, aussi appelée Inferno Exotic Car, est une supercar conçue par les bureaux d'études mexicains DoZeReK et LTM Hot Spot, et qui est prévue d'être produite par le constructeur automobile italo-mexicain Inferno Automobili à onze exemplaires.
La particularité de la voiture est d'avoir une carrosserie construite dans un alliage particulier, à la fois souple et très résistant, qui lui permet de retrouver sa forme après un choc.
Elle a été dévoilée en 2015 initialement, puis présentée à nouveau en 2021.

## Historique

### Contexte
L'Inferno a été conçue au Mexique par « une équipe d’entrepreneurs, de scientifiques et d’ingénieurs », avec l'intervention du designer automobile Antonio Ferraioli. La conception a duré sept ans. Elle sera construite en Italie à 11 exemplaires.

### Présentation
Le concept car / showcar de la voiture a été présenté à Mexico en 2015. Un prix de vente d'environ 1 900 000 € avait été annoncé. Une phase de test a eu lieu après cette présentation. 
En 2021, une nouvelle présentation a lieu à Guadalajara en 2021, sans que le prix soit indiqué officiellement.

## Caractéristiques techniques

### Motorisation
L'Inferno Exotic Car est dotée d'un V8 bi-turbo développant une puissance de 1 400 ch et un couple de 1 520 N m, lui permettant une accélération de 0 à 100 km/h en 2,1 s.

### Carrosserie
L'Inferno est la toute première voiture capable d'absorber les chocs et de reprendre sa forme d'origine en cas de collision : La carrosserie est entièrement fabriquée avec un alliage de mousse de zinc, d'aluminium et d'argent. Ce matériau peut s'étirer jusqu'à 100 fois sa taille et peut endurer environ 100 chocs.
La ligne de la voiture est dotée d'une esthétique discutable, qui, selon certains journalistes, confine à de la laideur.

## Utilisation dans des jeux vidéo
La voiture est présente dans le jeu vidéo de course automobile Asphalt 9: Legends, et sa simulation dans le jeu possède des caractéristiques hors du commun.

En 2023, le constructeur n'apparait plus dans le jeu, à la suite de la perte de la licence par Gameloft